# Maria Tirla
Maria Tirla a fost un deputat român în legislatura 1990-1992,  ales în județul Bihor pe listele partidului FSN. Deputatul Maria Tirla a început funcția de deputat la data de 4 mai 1992, când l-a înlocuit pe deputatul Ștefan Seremi.